# Бон-Жардин-ди-Гояс
Бон-Жардин-ди-Гояс (порт. Bom Jardim de Goiás) — муниципалитет в Бразилии, входит в штат Гояс. Составная часть мезорегиона Северо-запад штата Гойас. Входит в экономико-статистический микрорегион Арагарсас. Население составляет 8129 человек на 2006 год. Занимает площадь 1850,738 км². Плотность населения — 4,4 чел./км².

## Статистика
- Валовой внутренний продукт на 2003 год составляет 45 456 063,00 реалов (данные: Бразильский институт географии и статистики).
- Валовой внутренний продукт на душу населения на 2003 год составляет 5611,17 реалов (данные: Бразильский институт географии и статистики).
- Индекс развития человеческого потенциала на 2000 год составляет 0,737 (данные: Программа развития ООН).